# Actia pokharana
Actia pokharana là một loài ruồi trong họ Tachinidae.